# Mamula
Mamula (kyrillisch Мамула, oder Ластавица/Lastavica) ist eine kleine montenegrinische Insel im Adriatischen Meer, in der südwestlichen montenegrinischen Gemeinde Herceg Novi. Zu der Zeit der Herrschaft der Republik Venedig war die Insel als Rondina bekannt.
Mamula liegt strategisch am Eingang zur Bucht von Kotor zwischen der Prevlaka- und der Luštica-Halbinsel.
Diese kleine Insel ist nahezu kreisförmig, hat einen Durchmesser von ca. 200 Metern und erhebt sich bis zu 16 Meter über dem Meeresspiegel. Sie befindet sich etwa 3,4 Seemeilen (6,3 km) von Herceg Novi entfernt.
Auf der Insel befindet sich ein Fort, welches während der österreichischen Herrschaft von General Lazarus von Mamula (slawisch Lazar Mamula) im mittleren 19. Jahrhundert errichtet wurde. Während des Zweiten Weltkrieges wurde das Fort vom faschistischen Italien unter Benito Mussolini seit dem 30. Mai 1942 als Gefängnis genutzt. Das Gefängnis wurde durch Folterungen und Grausamkeiten bekannt, die die Gefangenen erleiden mussten.
Nach Kriegsende verschlechterte sich der bauliche Zustand des Forts zunehmend, die Insel stellt jedoch ein populäres Ausflugsziel dar und hat schöne Strände zu bieten. Die Besucher kommen per Boot hauptsächlich von Herceg Novi her.
Im Januar 2016 wurde bekannt, dass die zu Samih Sawiris gehörende Orascom Development-Gruppe, das Fort in ein Luxushotel umbauen will. Die Restaurierung kostete den Investor 38 Millionen Euro, die Eröffnung fand im April 2023 statt. Das Projekt wurde durch Angehörige von Gefangenen des Konzentrationslagers kritisiert. Laut Orascom hat die örtliche Gruppe der Kriegsveteranen dem Projekt zugestimmt, das auch Pläne zur Erhaltung der Festung beinhaltet. 2015 äußerte der ehemalige UNO-Generalsekretär Boutros Boutros-Ghali in einem offenen Brief an das montenegrinische Parlament Bedenken über ein Hotel auf der Insel, später änderte er seine Meinung, solange das Projekt ein Museum beinhalte.